# El Britannic
El Britannic  (Britannic) és un telefilm  estatunidenco-britànic dirigit per Brian Trenchard-Smith i difós el 9 de gener de 2000 a Fox Family, relatant la fi tràgica del paquebot Britannic. Ha estat doblat al català.

## Argument
L'any 1916 a bord del vaixell hospital HMHS Britannic, Vera Campbell, un agent dels serveis secrets, es fa passar per a una governanta que investiga sobre la presència a bord d'un espia alemany. Campbell, que ha sobreviscut al naufragi del Titanic, està contínuament estressat per la seva missió. L'espia, que és el capellà del vaixell, descobreix ràpidament que hi ha armes a la cala. No sap que han estat embarcades pel capità en cas de motí. Considera de fet que enfonsar el vaixell seria legal (enfonsar una nau hospital és un crim de guerra).
Posa al punt una sèrie de complots per prendre el control de la nau o enfonsar-la, fomentant una revolta amb els xofers (membres de l'Exèrcit republicà irlandès). Cada pla de Reynolds, el capellà, és descobert per Vera, però l'autor no és mai descobert. A més, Vera cau enamorada, fins que ell decideix enfonsar la nau.

## Repartiment
- Edward Atterton: Capellà Reynolds
- Amanda Ryan: Vera Campbell
- Jacqueline Bisset: Lady Lewis
- Ben Daniels: Townsend
- John Rhys-Davies: Capità Barrett
- Bruce Payne: Doctor Baker
- Wolf Kahler: Capità Kruger

## Context històric
Tot i que el film es fonamenta en elements reals, agafa no obstant això  grans llibertats amb la història. En efecte, el Britannic, en tant que vaixell hospital, no va transportar mai passatgers civils. A més, el capità del vaixell es deia Charles Bartlett i no Barrett. Una gran part del film tracta de la persecució del paquebot per un U-Boot alemany, ara bé, cap submarí de l'època no hauria pogut arribar a la velocitat del Britannic o quedar submergit molt de temps. Al film, l'explosió es produeix a babord mentre que a la realitat, té lloc a estribord. Finalment, la idea que el navili transportava armes és falsa, i el navili no Es va enfonsar després d'una explosió de l'interior com  havia estat considerat abans el descobriment de les restes. De fet els esdeveniments contats són en conjunt ficticis, igual que la disposició de les instal·lacions del vaixell (la sala de ràdio, per exemple, no es trobava sobre la passarel·la).
El film posa l'accent sobre les relacions entre persones dels dos camps en el marc de la Primera Guerra Mundial: el pastor Reynolds, encara que és el traïdor que no vacil·la a matar diversos membres de la tripulació, s'enamora no obstant això de Vera que és un agent enemic i se sacrifica per ella. Igualment, quan ell saboteja el vaixell, espera sincerament que tots els passatgers s'hagin salvat. Aquest concepte és d'altra banda en una  conversa al film durant un menjar on es  parla del sentit de la guerra i s'afirma que les guerres serien menys homicides si es conegués personalment l'enemic.